# Skidra
Skidra (gr. Σκύδρα, Skýdra) – miejscowość w Grecji, w administracji zdecentralizowanej Macedonia-Tracja, w regionie Macedonia Środkowa, w jednostce regionalnej Pella. Siedziba gminy Skidra. W 2011 roku liczyła 5406 mieszkańców.